# Buenos días, noche
Buenos días, noche (título original en italiano Buongiorno, notte) es una película estrenada el 5 de septiembre de 2003 y dirigida por Marco Bellocchio. Relata el secuestro y asesinato del político italiano Aldo Moro por parte de las Brigadas Rojas en 1978. La película ganó el Premio Especial del Jurado del Festival de Venecia de 2003.
La producción está protagonizada por Maya Sansa (La mejor juventud) y Roberto Herlitzka (Es más fácil para un camello).

## Argumento
Chiara es una joven apasionada, utópica y revolucionaria que esconde su verdadera identidad como miembro de las brigadas rojas italianas a finales de los setenta. A simple vista se trata de una chica normal que se muda con su novio a un nuevo piso, pero su amigo Enzo empieza a sospechar que no todo es lo que parece.
Con el país inmerso en una dura crisis política y en medio de las continuas sospechas y dudas de Chiara, que se cuestiona emocional e ideológicamente sus actos y compromisos, la joven intentará llevar a cabo su misión: secuestrar y asesinar al primer ministro italiano, Aldo Moro. 

## Críticas
Marco Bellocchio (La sonrisa de mi madre) eligió el verso de Emily Dickinson, «Goodmorning Midnight», para mostrar la contradicción, la paradoja de unos terroristas que, con el tiempo, acabarán sintiéndose tan prisioneros de su realidad como el propio secuestrado.
El valor de la vida, la compasión, la utopía revolucionaria y la resistencia a asumir la muerte del sueño socialista se cruzan en esta trama en la que la nueva visión de los hechos es más importante que la reproducción fiel de la historia real.

## Premios
- Premios del cine europeo Fripesci Award.
- David di Donatello al mejor actor secundario (Roberto Herlitzka).
- Nastro d'Argento al mejor actor (Roberto Herlitzka).
- Premio Especial del Jurado del Festival de Venecia de 2003.